# Prix de l'Ailleurs
Pour les articles homonymes, voir Ailleurs.
Le prix de l'Ailleurs est un prix littéraire suisse romand, fondé en 2017 avec pour thème la science-fiction. Il est dirigé par l'Association romande de science-fiction. Il a été fondé en partenariat avec la Maison d'Ailleurs et l'Université de Lausanne. Les nouvelles primées sont publiées dans un recueil aux éditions Hélice Hélas.

## Particularités
Le prix de l'Ailleurs est le premier prix littéraire suisse de science-fiction, créé en 2017 avec l'objectif de faire connaitre la science-fiction. Lié à l'Université de Lausanne, il a atteint rapidement une dimension internationale. 
Les nouvelles primées sont sélectionnées par un concours, avec appel à contribution sur une thématique donnée. Elles sont publiées en un recueil qui intègre en plus des textes lauréats des articles critiques de chercheurs ou de personnalités en lien avec le thème annuel.  Le recueil annuel prend place dans la collection Cavorite et calabi-yau des éditions Hélice Hélas. Les couvertures du prix sont illustrées par l'artiste suisse Krum.
À sa création, le prix est directement lié par son premier thème d'« humanité numérique » au festival des Numerik Games d'Yverdon-les-Bains et sa remise des prix a dès lors lieu à l'occasion du festival.
Le thème de l'année 2024 est Entités.

## Palmarès
2018 (1re éd.) : Et si l'humanité devenait numérique ?
- 1er prix : Elodie Barras, Mailto: Ada, ven. 21.02.2098, 5:45
- 2e prix : Barbara Müller, Visite à la ferme
- 3e prix ex æquo : Valérie Corthésy, L'erreur est humaine
- 3e prix ex æquo : Antoine Michel, Chien sans puce

2019 (2e éd.) : Swiss Wars
- 1er prix : Nicolas Alucq, L'appel de la sirène
- 2e prix : Thalie Ré, Stratégie d'investissement
- 3e prix ex æquo : Thomas Jammet, Loin des vains bruits de la plaine
- 3e prix ex æquo : Tu Wüst, Onde de choc

2020 (3e éd.) : Après ! Le monde bouleversé,
- 1er prix : Mélanie Fievet, Un point au large
- 2e prix : Philippe Pinnel, Altères égales
- 3e prix ex æquo : Christophe Künzi, Errances numériques
- 3e prix ex æquo : Claire Boissard, What a wonderful world

2021 (4e éd.) : Bifurcation(s)
- 1er prix : Florentin Certaldi, Dernier thé en Sibérie
- 2e prix : Nicolas Alucq, La Dame ne fait pas demi-tour
- 3e prix : Guillaume Rihs, Candidats minuscules

2022 (5e éd.) : Obsolescence
- 1er prix: Magali Bossi, Comme un Colibri-foudre
- 2e prix: Olivier Berton, Vite!
- 3e prix: Tristan Piguet, Ceux qui vont mourir

2023 (6e éd.) : Robotisée 
- 1er prix: Magali Bossi, Mademoiselle
- 2e prix: Gauthier Nabavian, Pitchounette
- 3e prix: Régis Renevey, La lente méthode du coucou